# شطرنج 2 (مسلسل)
شطرنج 2 هو مسلسل تلفزيوني مصري وهي تكملة للجزء الأول من مسلسل شطرنج، من إنتاج عام 2015.

## قصة المسلسل
بعد أحداث الجزء الأول من المسلسل وبعد تمكن فتحي من الهروب من غنيم بعدما كان مهدد بالقتل وهو في السيارة يخطط غنيم لقتله والانتقام منه، في الوقت ذاته تحاول نورهان ووالدها إيجاد حلول جذرية لمشاكلهما، وعلى الجهة الأخرى ما زال الضابط طارق يحقق في قضية فتحي.

## بطولة
- وفاء عامر
- نضال الشافعي
- ريم البارودي
- ميس حمدان
- حازم سمير
- أيمن عزب
- ضياء عبد الخالق
- عمرو مهدي
- حمزة العيلي

### النجوم الكبار
- صلاح رشوان
- محمد أبو داوود
- هادي الجيار

### و نجوم المستقبل
- ماهر ماهر
- ياسمين صبري

### بالإشتراك مع
- صبحي خليل
- أميرة نايف
- محمد جمعة
- محمد حسني
- فلك نور
- إسماعيل فرغلي
- نسمة محمود
- دانا حمدان
- همت المغربي
- نورين كريم
- هند محمد علي
- حسين المملوك
- عنبر
- سمر جابر
- محمد حدرج
- محمود الدسوقي
- عنايات صالح
- هالة شحاتة
- سهيلة حسن
- الطفلة ندى سيف

### ضيوف الشرف
- أشرف زكي
- عاطف طنطاوي
- طارق النهري
- إنجي عبد الله

### ظهور خاص
- مادلين طبر